# Mike Bongiorno
Michael Nicholas Salvatore Bongiorno, más conocido por su nombre televisivo Mike Bongiorno (Nueva York, 26 de mayo de 1924-Montecarlo, 8 de septiembre de 2009) fue un presentador de televisión italoestadounidense que desarrolló toda su carrera en Italia, tanto para Rai como para Mediaset. 
Está considerado en su país como uno de los pioneros y referentes de la televisión italiana, y ha recibido el sobrenombre de Il Re del Quiz (El rey de los concursos).

## Biografía
Mike Bongiorno nació en Nueva York (Estados Unidos) de padres que emigraron a América, pero poco tiempo después se mudó a Turín, la ciudad natal de su madre. Durante la Segunda Guerra Mundial abandonó los estudios, y se enroló a un grupo de partisanos italianos. Fue capturado por la Gestapo y pasó siete meses en la prisión milanesa de San Vittore, para después ser enviado al campo de concentración de Mauthausen. Antes de que terminara la guerra, fue liberado en un intercambio de prisioneros entre EE. UU. y Alemania.
Después de ese episodio, Bongiorno regresó a Nueva York. En 1946 tuvo su primer contacto con un medio de comunicación, cuando comenzó a trabajar en un diario italoestadounidense y en la radio Voice of America. Esta experiencia le sirvió para regresar a Italia en 1953, donde se convirtió en una de las primeras celebridades de la recién nacida televisión (la Rai). Mike Bongiorno fue el presentador del primer programa de televisión del país, Arrivi e Partenze, y desde 1955 hasta 1959 condujo el concurso Lascia o Raddoppia. Ya consolidado como una figura del medio, en 1959 presentó Campanile Sera, y en 1963 conduce su primera gala del Festival de Sanremo (once en total). Su mayor éxito en la Rai vino de la mano del programa Rischiatutto, de 1970 a 1974. Este espacio era una versión adaptada de Jeopardy que logró ser líder de audiencia en la televisión italiana. A ello se sumaron otros espacios como Ieri e oggi (1975-1976), Scommettiamo? (1976-1978), la segunda versión de Lascia o Raddoppia realizada en ocasión de los primeros 25 años de la televisión italiana celebrados en 1979 y Flash, su último programa para la Rai, el cual fue transmitido entre 1980 y 1982.
Tras varios años en el ente público, Bongiorno fichó en 1980 por la recién creada televisión privada Telemilano de Silvio Berlusconi, que más tarde pasó a ser Canale 5. Durante la década de 1980 se convirtió en el rostro principal del nuevo canal, en el que presentó varios espacios como Telemike (1987 a 1992) o La ruleta de la fortuna, desde 1989 hasta 2003. En 1997 pasó a ser el presentador con más horas de vuelo televisivo del mundo.
Poco después pasó a Rete 4, donde presentó programas y galas hasta 2009, cuando se desvinculó del grupo. En marzo de ese año, Bongiorno fichó por la televisión por satélite Sky para la que preparaba una versión de Rischiatutto, cuyo lanzamiento estaba previsto para otoño de ese año.
El 8 de septiembre de 2009, Mike Bongiorno fallece a los 85 años de un infarto de miocardio mientras disfrutaba de unas vacaciones en Montecarlo.